# فالديمار باستوس
فالديمار باستوس (بالبرتغالية: Waldemar Bastos‏) هو مغني وموسيقي أنغولي، ولد في 4 يناير 1954 في مبانزا كونغو في أنغولا.

## وصلات خارجية
- الموقع الرسمي
- فالديمار باستوس على موقع ميوزك برينز (الإنجليزية)
- فالديمار باستوس على موقع أول ميوزيك (الإنجليزية)
- فالديمار باستوس على موقع ديسكوغز (الإنجليزية)